# 애국일 (4월)

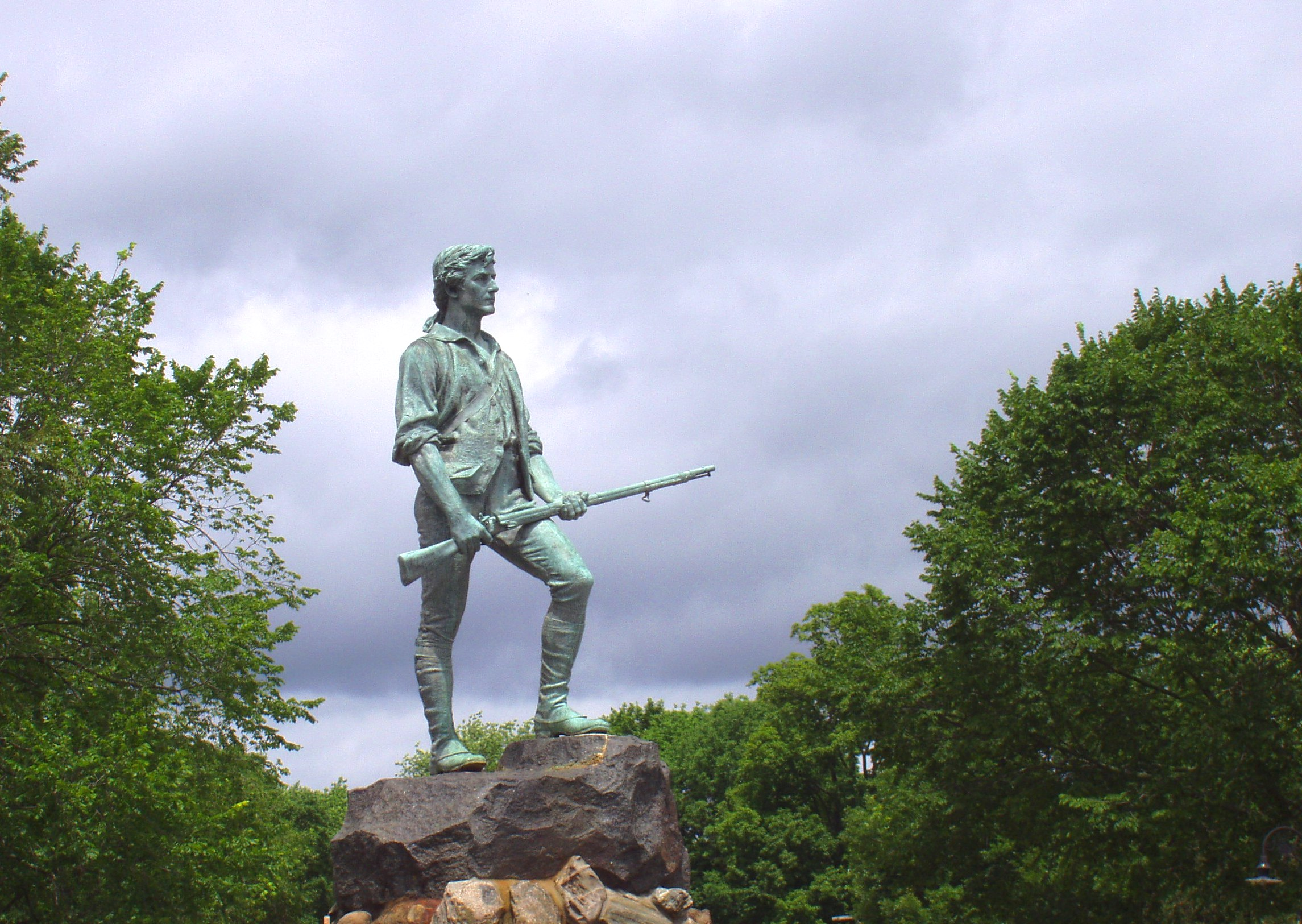

애국일(영어: Patriots' Day)은 미국의 매사추세츠주, 메인주, 위스콘신주에서 제정된 기념일이다. 미국 독립 전쟁의 첫 전투인 1775년 4월 19일의 렉싱턴 콩코드 전투를 기념한 것으로, 4월 3번째 주 월요일에 해당한다. 보스턴 마라톤이 개최된다.
위스콘신의 공립 학교는 휴일로 지정하였다.